# Susanne Rohrer

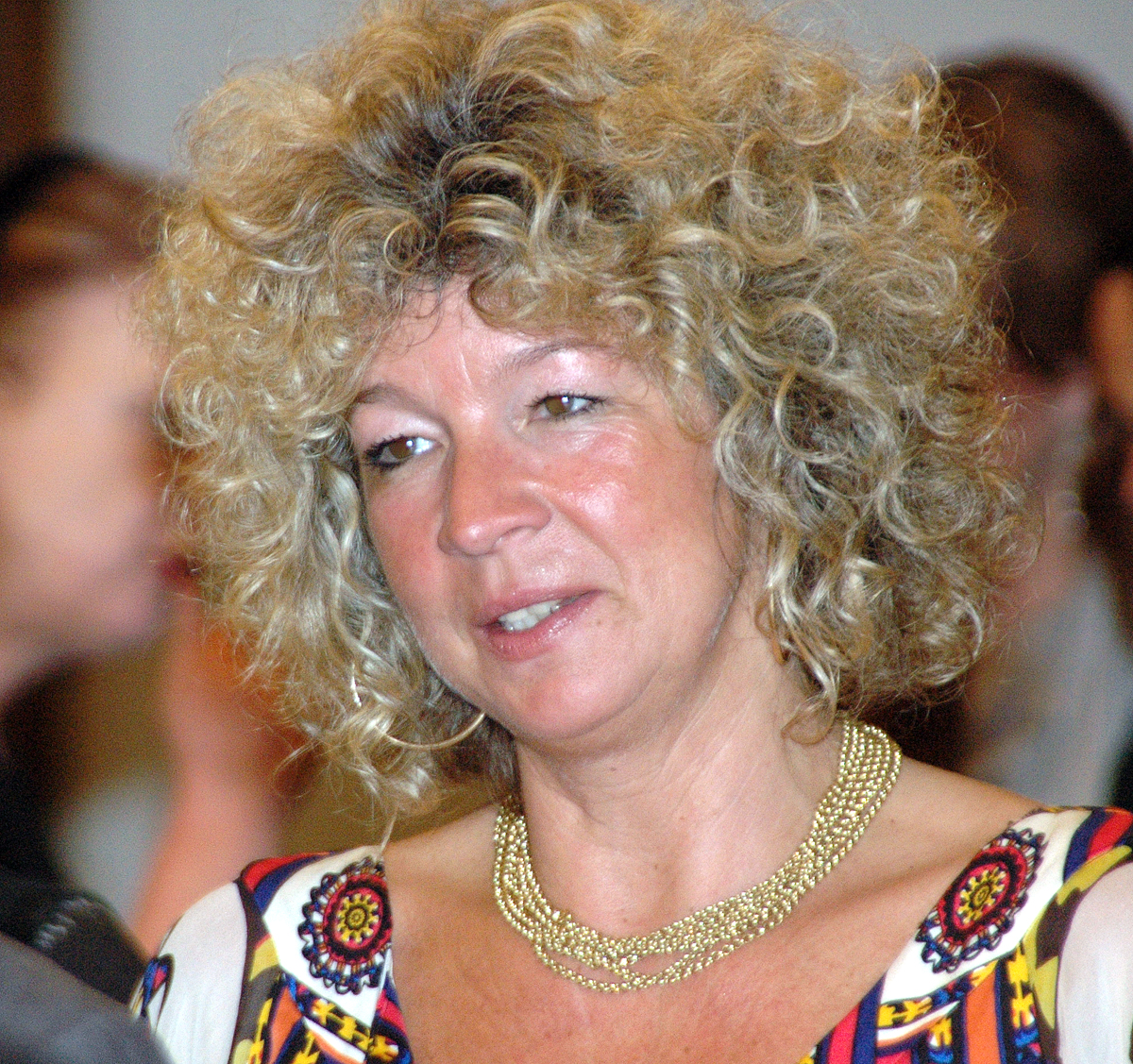
Susanne Rohrer bei einem Künstlerempfang im Alten Rathaus in München (2011)

Susanne Rohrer (* 14. Dezember 1966 in München) ist eine deutsche Hörfunkmoderatorin.

## Leben und Wirken
Nach ihrem Abitur studierte sie von 1984 bis 1989 Kommunikations- und Theaterwissenschaft, Germanistik und Kunstgeschichte. Sie war unter anderem freie Mitarbeiterin bei der tz sowie beim Münchner Merkur und der Deutschen Handwerks Zeitung.
Rohrer ist ausgebildete Nachrichtenredakteurin und absolvierte 1989 in Baden-Baden eine Sprecherausbildung, wo sie auch für den Sender Radio Victoria tätig war.
Rohrer moderierte ab 1986 bei 95.5 Charivari, danach für Radio Xanadu. Seit 1994 arbeitet sie für den Bayerischen Rundfunk. Jahrzehntelang war sie besonders nachmittags in Bayern 3 zu hören. Seit September 2016 ist sie bei Bayern 1 und moderiert im wöchentlichen Wechsel mit Tilmann Schöberl Bayern 1 am Nachmittag. Seit August 2021 ist Susanne Rohrer auch als Moderatorin der Radiowelt auf Bayern 2 aktiv. Im Sommer 2023 wurde sie in der Kategorie bester Moderator für den Deutschen Radiopreis nominiert, der dann allerdings an Maurice Moore von bigFM ging.
Susanne Rohrer ist verheiratet und hat einen Sohn. Sie steht auch als Kabarettistin auf der Bühne: mit Ecco Meineke und dem Programm Die Frauen essen uns alles weg seit 2001. Mit Christiane Brammer trat sie dann ab 2006 auch im Heppel & Ettlich auf; beide haben im Oktober 2009 in den alten Räumen des Heppel & Ettlich gemeinsam ein neues Theater mit angeschlossenem Lokal eröffnet, das Rohrer & Brammer. Als sich Schwierigkeiten mit dem Wirt ergaben, wurde das Rohrer & Brammer 2010 wieder geschlossen.
Im Februar 2015 folgte die Premiere des Kabarett-Programms Wir müssen reden! mit Matthias Matuschik im Münchner Schlachthof.
Seit 2014 arbeitet Rohrer auch als Moderations-Trainerin und gibt Seminare unter anderem für die BLM.